# 三苯基硼
三苯基硼，有时简称BPh3，其中Ph 是苯基 C6H5-，是一种有机硼化合物，化学式 B(C6H5)3。它是一种白色固体，对水和湿气敏感，会分解成苯和三苯基环硼氧烷。它可溶于芳香化合物。

## 结构和性质
这种分子的核心 BC3是平面三角形结构的。三个苯基基团都和核心有 30°的偏转。
尽管三苯基硼和三(五氟苯基)硼的结构类似，它们的路易斯酸性并非如此。BPh3 是弱路易斯酸，而 B(C6F5)3是强路易斯酸，这是由于氟的电负性导致的。其它含硼的路易斯酸包括BF3 和BCl3。

## 制备
三苯基硼于 1922年首次合成。它通常由三氟化硼-乙醚络合物和一种格氏试剂——苯基溴化镁反应而成的。
BF3•O(C2H5)2 + 3 C6H5MgBr → B(C6H5)3 + 3 MgBrF + (C2H5)2O
少量的三苯基硼可以由四苯基硼酸三甲基铵热分解而成。
[B(C6H5)4][NH(CH3)3] → B(C6H5)3 + N(CH3)3 + C6H6